# Коллеж де Франс
Колле́ж де Франс (фр. le Collège de France) — парижское учебно-исследовательское учреждение на площади Марсуля-Бертло в Латинском квартале 5-го округа французской столицы, предлагающее бездипломные курсы высшего образования по научным, литературным и художественным дисциплинам.
Обучение бесплатное и доступное всем без предварительной записи, отчего Коллеж де Франс имеет особое значение для интеллектуальной жизни французского общества. Звание профессора Коллеж де Франс считается одним из самых высших отличий в области французского высшего образования.
Образован при Франциске I как институт королевских профессоров, с XVII века — «Королевский коллеж», современное название носит с 1870 года.

## Здание

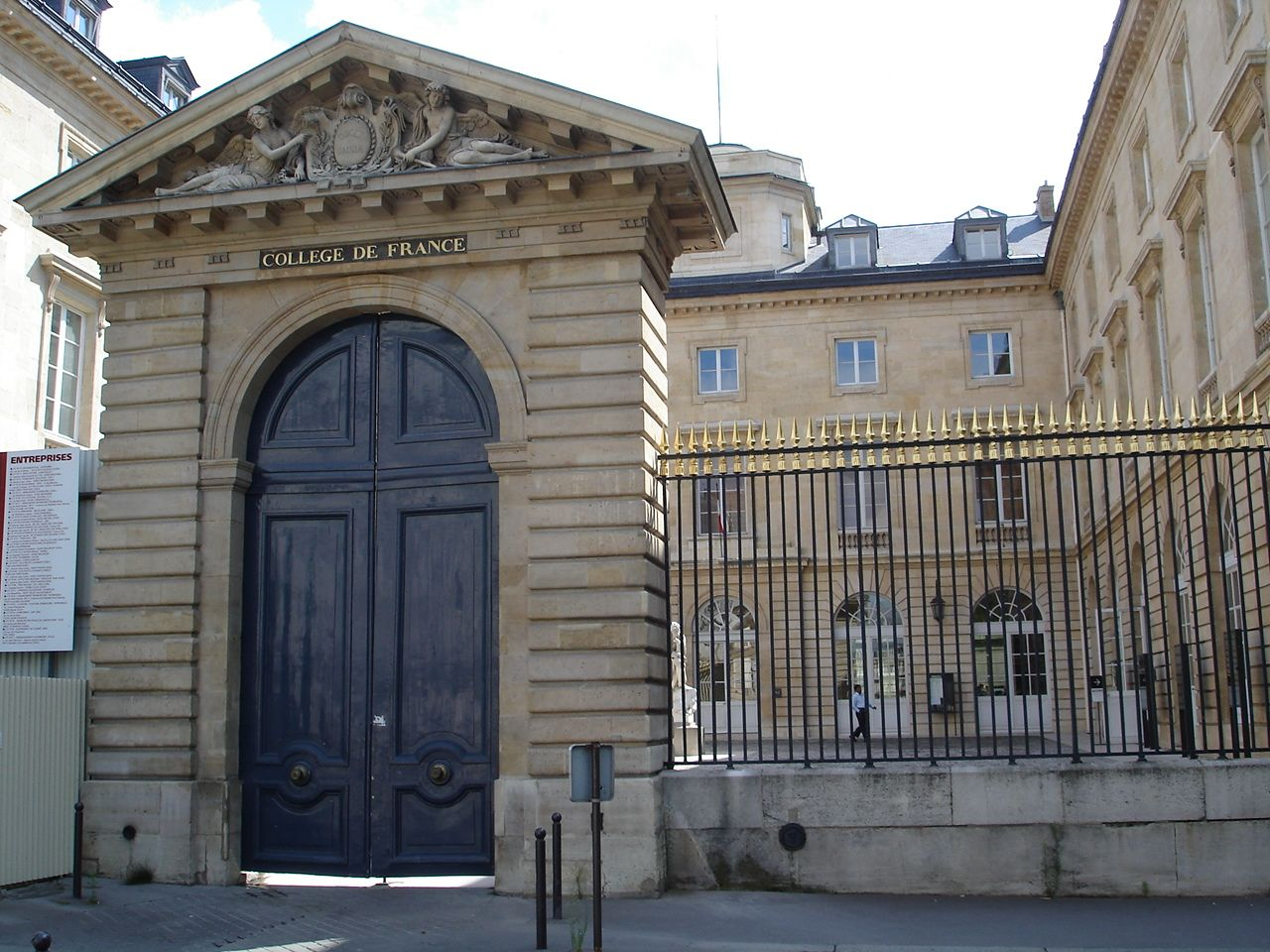
Главный вход Коллеж де Франс в Париже

Основное здание построено архитектором Жаном-Франсуа Шальгреном в 1780 году. Окружено современными зданиями с лабораториями. Также Коллеж де Франс принадлежат два других парижских здания — возле Пантеона и возле министерства высшего образования.

## История
Основан Коллеж де Франс при Франциске I по совету его библиотекаря, знаменитого переводчика античной литературы Гийома Бюдэ, предложившего создать коллеж из читателей королевской библиотеки, гуманистов, которым был предложен королевский оклад (плата), для преподавания ряда предметов, отсутствовавших в парижском университете Сорбонны. Первые два профессора Коллеж де Франс преподавали греческий язык и иврит, затем число профессоров возросло до 10, велось преподавание французского права, латыни, математики и медицины. Официально значился как «Королевский коллеж» (Collège royal), позже «Императорский коллеж» (Collège impérial), с 1870 г. именуется современным названием.

### Идея и значение

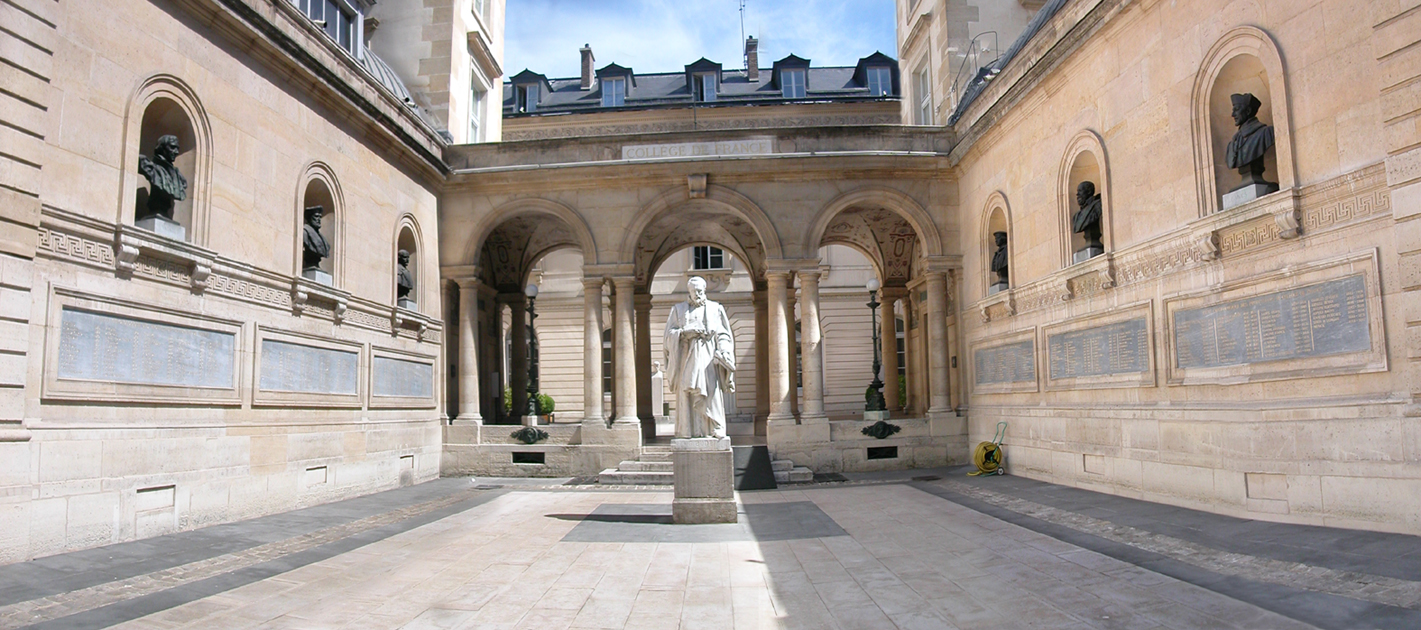
Внутренний двор Коллеж де Франс

С самого начала коллеж задумывался как учреждение:
- основанное на принципах полной свободы преподавания, его публичности и безусловной общедоступности, а также бесплатности обучения;
- преследующее исключительно задачи научного преподавания, чуждого практических целей.

Профессора, не связанные планами и программами, были свободны в выборе предметов своих курсов, которые могли посещаться всеми желающими, без различия пола, возраста и национальности. Ренан, сам бывший профессором Коллеж де Франс, так говорил о его значении: «нимало не дублируя роли университетских учреждений, Коллеж де Франс отвечает потребностям иного порядка, так глубоко связанным с прогрессом человеческой мысли, что более или менее верное выполнение им своей миссии может быть принимаемо за мерило научного развития в данный момент. Эпохи, в которые Коллеж де Франс считал в своей среде вождей умственного движения, были богаты великими результатами, и наоборот, те моменты, когда Коллеж де Франс, превращаясь во вспомогательное к другим учреждениям заведение, ограничивался повторением ходячих доктрин, не преследуя новых научных путей, были временами научного упадка». Университет, облекаемый задачей преподавания установившихся знаний, не может брать на себя смелость включения в свои программы новых наук; между тем Коллеж де Франс принадлежала важная прерогатива свободного исследования без каких-либо помех. «В лучшие эпохи своего существования» — продолжал Ренан — «Коллеж де Франс был по отношению к университету тем же, чем для Англии были её старые американские колонии: убежищем, открытым для всего, что не находило себе удовлетворения на родине, и где всё то, что возникало, по-видимому, без всякой внутренней связи, с течением времени, благодаря свободе, образовывало одно гармоническое целое».
Самое основание Коллеж де Франс, по словам историка этого учреждения Абеля Лёфрана, «составляет один из наиболее характерных эпизодов истории Возрождения во Франции»; с ним в области мысли и преподавания завоёвана была свобода и «можно утверждать, что умственная эмансипация во Франции приурочивается именно к этому моменту».

### Подробная история

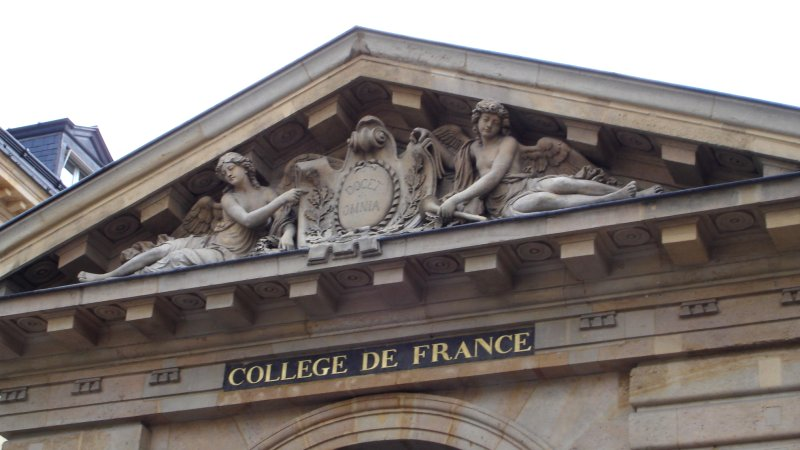
Фронтон главного входа Коллеж де Франс

#### XVI век
Возникновение Коллеж де Франс относится к 1530 году, когда впервые в парижском университете начали преподавать королевские лекторы и профессора (lecteurs или professeurs royaux), названные так потому, что вознаграждение им (200 экю в год) выдавалось непосредственно из королевской казны. На первых порах это были два лектора греческого языка и два — еврейского; вскоре были учреждены ещё кафедры математики, латинского красноречия, греческой и латинской философии. Франциск I исполнил этим желание французских гуманистов, которых не удовлетворяла схоластика Сорбонны. Поставленные совершенно независимо от университета, королевские лекторы внесли значительное оживление в умственную жизнь Парижа своим преподаванием и привлекали на свои курсы многих слушателей (в числе первых посетителей этих курсов были Игнатий Лойола, Кальвин, Рабле).
В течение всего XVI века Сорбонна ведет упорную борьбу с представителями нового направления. В 1557 году, например, на лекторов было взведено формальное обвинение в том, что «они сеют смуту своим тяготением к кальвинизму и своим возмутительным преподаванием». Несмотря на это противодействие, встречавшее иногда поддержку со стороны парламента, институт королевских профессоров (название «Королевский коллеж» (Collége royal) стало употребляться не ранее начала XVII века) развивался под девизом Docet omnia («Учит всему»), принятым в 1599 году.

#### XVII—XVIII века
С умиротворением в XVII в. политико-религиозных распрей наступила эпоха более спокойного существования этого учреждения, постепенно расширявшего круг преподавания; в 1772 году оно было представлено 19-ю кафедрами. Оно благополучно пережило эпоху революции, а декрет конвента 13 июля 1795 года даже упрочил его положение, сохранив существовавшие кафедры и доведя вознаграждение профессоров до 6000 франков.

#### XIX век
Коллеж де Франс не коснулось и коренное переустройство всей системы учебных заведений при Наполеоне I в 1808 году. В течение XIX века Коллеж де Франс шёл вровень с научным развитием века. Отражались на нём и временные задержки этого движения в периоды реакционного направления, выразившегося в 1821 году увольнением Тиссо, в 1852 году — Мишле, Кинэ и Мицкевича, в 1864 году — Ренана. В течение XIX в. открыто более 20 новых кафедр, создано несколько вспомогательных учреждений: лаборатории, кабинеты растительной химии и др. Бюджет Коллеж де Франс возрос с 280 500 франков в 1868 году до 509 000 франков в 1892 году. Жалованье профессоров увеличено до 10 000 франков в год.

#### XX век
В начале XX века было до 40 кафедр. На долю естественных наук их приходилось 10; кафедру медицины занимал Клод Бернар, органической химии — Марселен Бертло. По филологии, литературе и археологии 19 кафедр: по сравнительной грамматике (М. Бреаль), египтологии (Г. Масперо), ассириологии (Ю. Опперт), по языкам еврейскому, халдейскому и сирийскому (с 1862 по 1864 г. и с 1870 по 1892 г. — Эрнест Ренан, после него — Филипп Берже), по истории латинской литературы (Гастон Буассье), по средневековому французскому языку и литературе (Гастон Пари), по славянским языкам и литературам (создана в 1840 г. для Адама Мицкевича; с 1885 г. Луи Леже). К этой же группе можно отнести ещё кафедры: эстетики и истории искусства (создана в 1878 г. для Шарля Блана), истории религий (создана в 1880 г., Альберт Ревилль), исторической географии Франции (Огюст Лоньон; эта кафедра преобразована в 1892 г. из кафедры истории и морали, которую с 1838 по 1852 гг. занимал Жюль Мишле, а с 1862 по 1892 гг. Альфред Мори). Философские и общественные науки были представлены 7-ю кафедрами.

#### Внутренняя организация
Состоя в ведомстве министерства народного просвещения, Коллеж де Франс пользовался самоуправлением, главным органом которого являлось общее собрание профессоров, имеющее своё исполнительное бюро или правление (conseil d’administration). Один из профессоров был администратором (как Гастон Пари, заменивший Г. Буассье, предшественником которого был Э. Ренан). Общее собрание представляло трёх кандидатов, из которых министр избирал администратора и вице-президента собрания, назначаемых президентом республики на 3 года. Эти лица, вместе с секретарем, избираемым общим собранием, составляли правление, главная функция которого была — заведование хозяйственной частью и предварительная разработка текущих вопросов. Внутренней организацией заведовало общее собрание, которое при составлении порядка чтения лекций следило, чтобы лекции по известной группе наук читались в известной последовательности.
При замещении вакантной кафедры кандидат избирался общим собранием профессоров и соответственным отделом Института и назначался президентом республики. Профессора, прослужившие в Коллеж де Франс 20 лет, как и те, которые по болезни или вследствие преклонного возраста не могли выполнять своих обязанностей, имели право просить о назначении себе помощников (suppléants) и временных заместителей (remplaçants). Вопросы эти разрешались общим собранием. Временное замещение могло иметь место не более двух семестров подряд.
При действии декрета 1873 года, регулировавшего управление Коллеж де Франс, случаи произвольного смещения профессоров не могли иметь места. Профессор, преподавание которого «вызывало жалобы или серьёзные беспорядки», приглашался для объяснений перед общим собранием, которое, сочтя нужным, постановляло о принятии одной из трех мер: предостережение, постановляемое самим собранием, временная приостановка преподавания на срок не более года, объявляемая министром, или же смещение согласно декретом президента на основании мотивированного доклада министра. Никаких экзаменов и испытаний в Коллеж де Франс не проводилось.

## Известные профессора
- с 1542 по 1547 годы — Гвидо Гвиди (1509—1569)
- с 1551 по 1572 годы — Раме (1515—1572)[1]
- с 1554 по 1587 годы — Жан Сенкарбр (1514—1587)
- с 1630 по 1656 годы — Жан-Батист Морен (1583—1656)
- с 1668 по 1710 годы — Этьен Балюз (1630—1718)
- с 1800 по 1832 годы — Жорж Кювье (1769—1832)
- с 1812 по 1828 годы — Буассонад (1774—1857)
- с 1824 по 1836 годы — Ампер (1775—1836)
- с 1831 по 1832 годы — Шампольон (1790—1832)
- с 1831 по 1849 годы — Лерминье (1803—1857)
- с 1840 по 1852 годы — Мицкевич, Адам (1798—1855), Моль, Жюль (1800—1876)
- с 1841 по 1873 годы — Виктор Эфемион Филарет Шаль (1798—1873)
- с 1857 по 1883 годы — Александр Ходзько (1803—1883)
- с 1924 по 1955 годы — Эдмон Фараль (директор Коллеж де Франс с 1937 по 1955),
- с 1929 по 1947 годы — Анри Брейль (1877—1961)
- с 1937 по 1949 годы — Анри Валлон (1879—1962)
- с 1938 по 1960 годы — Поль Фалло (1889—1960)
- с 1955 по 1974 годы — Этьен Вольф (1904—1996)
- c 1949 по 1968 годы — Дюмезиль, Жорж (1898—1986)
- с 1961 по 1974 годы — Лальман, Андре (1904—1978)
- с 1964 по 1988 годы — Пекер, Жан-Клод (1923—2020)
- с 1970 по 1984 годы — Фуко, Мишель (1926—1984)
- с 1960 по 1985 годы — Анатоль Абрагам (1914—2011)

Профессора, удостоенные Нобелевской премии:
- с 1900 по 1921 годы — Бергсон, Анри (лауреат премии по литературе, 1927)
- с 1937 по 1958 годы — Жолио-Кюри, Фредерик (по химии, 1935)
- с 1964 по 1991 годы — Жакоб, Франсуа (по физиологии и медицине, 1965)
- с 1967 по 1973 годы — Моно, Жак (по физиологии и медицине, 1965)
- с 1971 по 2004 годы — Жен, Пьер Жиль де (по физике, 1991)
- с 1973 по 2004 годы — Коэн-Таннуджи, Клод (по физике, 1997)
- с 1977 по 1987 годы — Доссе, Жан (по физиологии и медицине, 1970)
- с 1979 по 2010 годы — Лен, Жан-Мари (по химии, 1987)
- с 2001 года — Арош, Серж (по физике, 2012)

## Египтология
В здании Коллеж де Франс находится офис Французского общества египтологии (Société française d'égyptologie), вход : 22, rue des Bernardins.